# Décès en 1339
Décès
- 1335
- 1336
- 1337
- 1338
- 1339
- 1340
- 1341
- 1342
- 1343

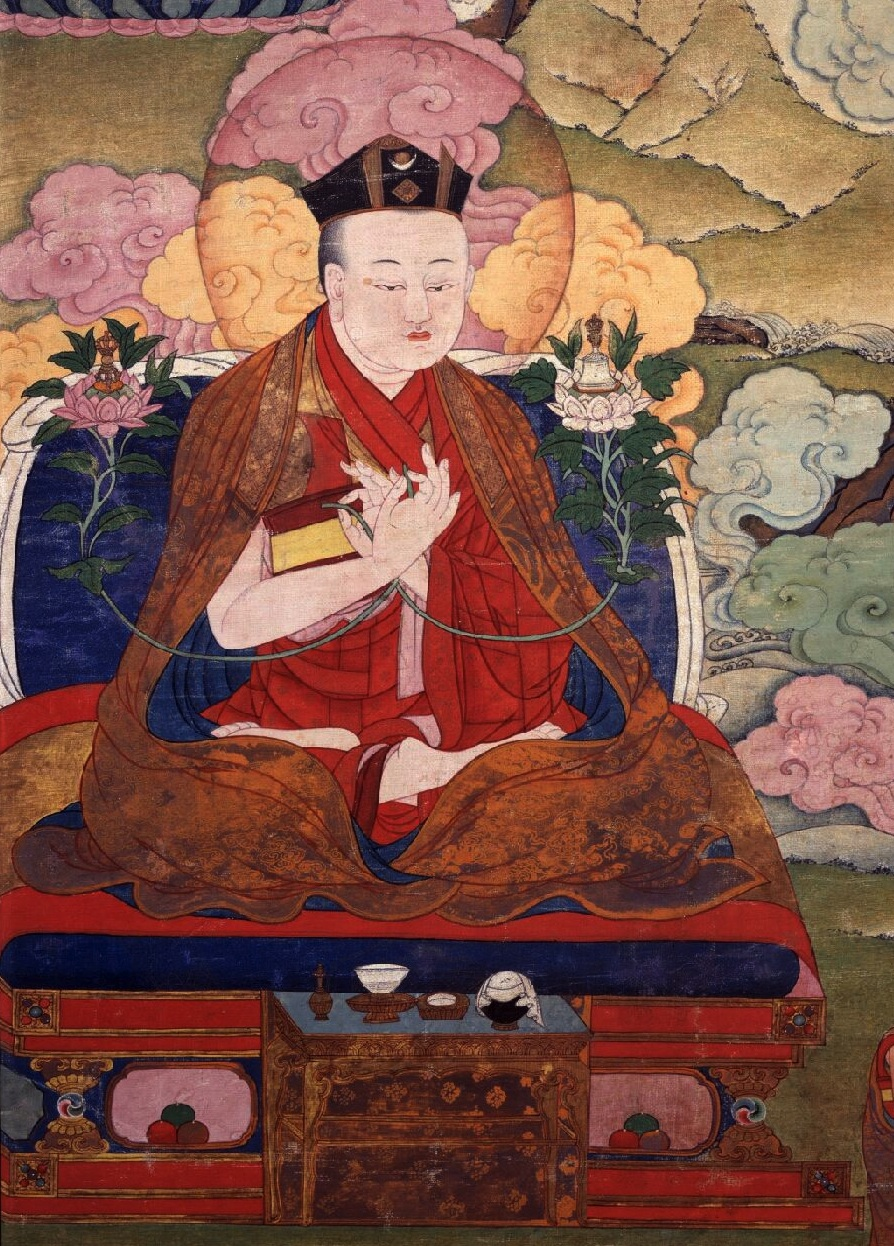
Rangjung Dorje, mort en 1339.

Cette page dresse une liste de personnalités mortes au cours de l'année 1339 :
- 19 janvier : Ramon de Montfort, cardinal-prêtre de S. Stefano al Monte Celio.
- 2 février : Henri de Redinghen, 17e abbé de Parc.
- 17 février : Othon d'Autriche, duc d'Autriche et de Styrie.
- 23 avril : Ludolf von Bülow, évêque de Schwerin.
- 3 mai : Chungsuk, 27e roi de Goryeo.
- 5 mai : Marie de Bretagne, comtesse consort de Saint-Pol.
- 21 juin : Rangjung Dorje, 3e Karmapa.
- 16 août : Azzon Visconti, noble italien qui fut seigneur général de Milan.
- 1er septembre : Henri XIV de Bavière, duc de Basse-Bavière de la Maison de Wittelsbach.
- 19 septembre : Go-Daigo, 96e empereur du Japon.
- 22 ou 28 octobre : Alexandre de Tver, grand-prince de Vladimir, exécuté par la Horde d'or.
- 31 octobre : Francesco Dandolo, 52e doge de Venise.
- 17 novembre : Jean Mandevilain, évêque de Nevers, d'Arras puis évêque de Châlons.
- 7 décembre : Jean Roussel, 23e abbé de Saint-Ouen de Rouen.
- 10 décembre : Hedwige de Kalisz, reine consort de Pologne.

- Roger d'Armagnac, évêque du nouveau diocèse de Lavaur.
- Jean de Comminges, comte de Comminges.
- Aldona de Lituanie, reine consort de Pologne.
- Roseline de Villeneuve, moniale chartreuse française, considérée comme bienheureuse par l'Église catholique.
- Seisetsu Shōchō, missionnaire bouddhiste chinois actif au Japon.
- Giovanna Visconti, dernièrer Juge de Gallura.

## Crédit d'auteurs
- Cet article est partiellement ou en totalité issu de l'article intitulé « 1339 » (voir la liste des auteurs).